# Léo Ferré en public au TLP Déjazet
Albums de Léo Ferré
On n'est pas sérieux quand on a dix-sept ans
(1986) Les Vieux Copains
(1990)
Léo Ferré en public au TLP Déjazet est un triple album de Léo Ferré enregistré en public au Théâtre Libertaire de Paris et publié en 1988. Le récital est donné dans son intégralité. Cette captation a été par la suite diffusée au sein du coffret CD Léo Ferré au Théâtre libertaire de Paris, qui rassemble les concerts de l'artiste donnés dans ce théâtre en 1986, 1988 et 1990. 

## Historique

### Autour de l'album
Références originales :
- Triple album 33 tours : EPM FDD 3 1050
- Compact-disc : EPM FDC 1095/1096

## Titres
Paroles et musiques de Léo Ferré sauf indications contraires. Quand le soleil se lèvera est un texte inédit dit par Ferré avant de démarrer Y en a marre. Il est publié sous le titre Tango dans Les Chants de la fureur en 2013.
| 1.  | Ils ont voté                             |                            | 2:57 |
| 2.  | La Vie moderne                           |                            | 2:01 |
| 3.  | Quand le soleil se lèvera / Y en a marre |                            | 5:45 |
| 4.  | Les Anarchistes                          |                            | 3:34 |
| 5.  | L'Âge d'or                               |                            | 3:08 |
| 6.  | La Chambre                               | René Baer                  | 3:14 |
| 7.  | La Vie d'artiste                         | Léo Ferré - Francis Claude | 3:11 |
| 8.  | Vingt ans                                |                            | 2:43 |
| 9.  | À Saint-Germain-des-Prés                 |                            | 3:46 |
| 10. | Les Étrangers                            |                            | 7:04 |
| 11. | Comme à Ostende                          | Jean-Roger Caussimon       | 4:15 |

| 1.  | La Mémoire et la Mer          | 4:58 |
| 2.  | Le Flamenco de Paris          | 3:06 |
| 3.  | Lorsque tu me liras           | 2:38 |
| 4.  | Je t'aime '81                 | 7:20 |
| 5.  | Le Bateau espagnol            | 3:57 |
| 6.  | L'Étang chimérique            | 2:36 |
| 7.  | Muss es sein ? Es muss sein ! | 4:16 |
| 8.  | Madame la misère              | 2:31 |
| 9.  | Ni Dieu ni maître             | 4:09 |
| 10. | L'Espoir                      | 6:41 |
| 11. | L'Été 68                      | 2:09 |

| 1.  | Les Hiboux                                 | Charles Baudelaire | 3:06 |
| 2.  | Allende                                    |                    | 4:40 |
| 3.  | Les Artistes                               |                    | 5:05 |
| 4.  | Avec le temps                              |                    | 4:48 |
| 5.  | Thank you Satan                            |                    | 3:47 |
| 6.  | On est pas sérieux quand on a dix-sept ans | Arthur Rimbaud     | 4:32 |
| 7.  | L'Affiche rouge                            | Louis Aragon       | 3:43 |
| 8.  | Mon général                                |                    | 4:56 |
| 9.  | Personne                                   |                    | 6:36 |
| 10. | Paris, je ne t'aime plus                   |                    | 5:25 |
| 11. | La Chanson triste                          |                    | 3:01 |

## Musiciens
- Léo Ferré : piano (disque 1 : titres 1, 2, 6, 7, 9 / disque 2 : titres 1, 2, 5, 6 / disque 3 : 1, 5).

Lorsqu'il ne joue pas lui-même, Ferré est accompagné par des bandes-orchestre de ses enregistrements studio, sur lesquelles on peut entendre :
- L'Orchestre Symphonique de Milan, sous sa direction (disque 2 : titres 3, 4 - disque 3 : titres 2, 3, 6, 9).
- Orchestre de musiciens de studio, sous sa direction. Violon solo : Ivry Gitlis (disque 1 : titre 10). Voix solo : Janine de Waleyne (disque 2 : titre 10)
- Orchestre sous la direction musicale de Jean-Michel Defaye (disque 1 : titres 3, 4, 5, 8, 11 - disque 2 : titres 8, 9, 11 - disque 3 : titres 4, 7, 8, 10).
- Orchestre Symphonique de Liège, dirigé par Léo Ferré (disque 2 : titre 7).
- La Chanson triste (disque 3, titre 11) est chantée A cappella.